# Дублирование кода

Пример трёхкратного дублирования кода и избавления от этого запашка с помощью выделения метода и последующих вызовов кода созданного метода

Дубли́рование ко́да — явление в программировании, при котором некоторые участки исходного кода могут встречаться более чем однажды, как внутри одной, так и в нескольких программных сущностях. Является симптомом так называемого «дурно пахнущего кода». В первую очередь потому, что увеличивается его длина; именно из-за дублирования, а не из-за совпадений. Последовательность дубликатов иногда называют клонами.
Некоторые причины, по которым две части кода могут считаться дубликатами:
- посимвольное совпадение,
- посимвольное совпадение, с игнорированием пробельных символов и комментариев,
- совпадение по токенам (лексемам),
- частичное совпадение по лексемам,
- функциональное совпадение.

Одна из основных причин проявления дублирования — программирование копированием-вставками, при котором участки кода копируются просто потому, что «это работает». В большинстве случаев такая операция требует небольших изменений переносимого кода, например, переименования переменных или добавление и удаление некоторых участков. В ряде случаев требуется функциональность, которая очень похожа на уже существующую в другой части программы, и программист пишет код, очень близкий к тому, который уже существует.

## Проблемы
Дублирование кода является признаком «низкого» или «ленивого» стиля программирования. Хороший стиль программирования обычно основан на повторном использовании кода. Может казаться, что использование дубликатов позволит несколько ускорить процесс создания программы, так как программисту не нужно будет задумываться над тем, как код уже используется и как он может использоваться в дальнейшем. Однако, проблема заключается в том, что написание кода — это лишь скромная часть жизненного цикла продукта, и дальнейшее сопровождение кода с дубликатами будет слишком осложнено. Проблемы, к которым приводит дублирование кода:
- большое количество кода: дублирование часто приводит к созданию длинных, повторяющихся последовательностей кода, которые отличаются лишь несколькими строками или символами, что в итоге затрудняет понимание программы;
- скрытое значение: трудно уловить разницу в повторяющихся участках кода и поэтому становится тяжелее понимать, для чего именно предназначен тот или иной кусок кода, зачастую единственная разница заключается в параметрах;
- аномалии обновления: при обновлении дублированного кода необходимо обновить несколько аналогичных участков, что сильно увеличивает затраты на обслуживание;
- размер исходного текста: без применения какого-либо сжатия исходный текст занимает больше места.

## Поиск дубликатов кода
Существует определённое количество алгоритмов, позволяющих отыскать дубликаты кода, среди них:
- алгоритм Бейкер (Baker’s algorithm)[2];
- алгоритм Рабина — Карпа.
- использование абстрактных синтаксических деревьев[3].

В ряде случаев эффективно визуальное определение дубликатов.

## Пример
Следующий фрагмент кода вычисляет среднее значение массива целых чисел.
```
extern
 
int
 
array1
[];

extern
 
int
 
array2
[];

int
 
sum1
 
=
 
0
;

int
 
sum2
 
=
 
0
;

int
 
average1
;

int
 
average2
;

int
 
i
;

for
 
(
i
 
=
 
0
;
 
i
 
<
 
4
;
 
++
i
)

  
sum1
 
+=
 
array1
[
i
];

average1
 
=
 
sum1
 
/
 
4
;

for
 
(
i
 
=
 
0
;
 
i
 
<
 
4
;
 
++
i
)

  
sum2
 
+=
 
array2
[
i
];

average2
 
=
 
sum2
 
/
 
4
;

```

В нём два цикла могут быть выделены в отдельную функцию:
```
int
 
calcAverage
 
(
int
*
 
Array_of_4
)

{

  
int
 
sum
 
=
 
0
;

  
for
 
(
int
 
i
 
=
 
0
;
 
i
 
<
 
4
;
 
++
i
)

    
sum
 
+=
 
Array_of_4
[
i
];

  
return
 
sum
 
/
 
4
;

}

```

Использование этой функции избавит код от дубликатов:
```
extern
 
int
 
array1
[];

extern
 
int
 
array2
[];

int
 
average1
 
=
 
calcAverage
(
array1
);

int
 
average2
 
=
 
calcAverage
(
array2
);

```